# 小ノ島
小ノ島（おのじま、生没年不詳）は、幕末の薩摩藩江戸藩邸の奥老女。小野島とも。斧島は誤伝という。
江戸藩邸の老女の中でも筆頭であった。天璋院が将軍徳川家定の正室として江戸城に入ると、天璋院との連絡役を務める事になった。天璋院付老女幾島から、西郷隆盛を通して城中などの密偵活動を行っていたという。主に14代将軍を一橋慶喜にする画策を試みたが、旧来の大奥勢力を覆す事はならなかった。慶応元年（1866年）頃に隠居した。
生没年不明であるが、その墓は日蓮正宗妙縁寺（東京都墨田区吾妻橋）にある。

## 関連作品
NHK大河ドラマ
- 『篤姫』（2008年）　演：佐藤藍子